# Crematogaster aloysiisabaudiae
Crematogaster aloysiisabaudiae — вид мурашок підродини мирміцин (Myrmicinae).

## Поширення
Відомий лише з типового зразка, зібраного в Могадішо (Сомалі).